# 赫明福德 (內布拉斯加州)
赫明福德（英語：Hemingford）是位於美國內布拉斯加州巴克斯岡縣的村。

## 人口
根據2020年美國人口普查的數據，赫明福德的面積為1.76平方千米，皆為陸地。當地共有人口787人，而人口密度為每平方千米447人。